# Liste der deutschen Basketballmannschaften (Damen)
Vereine in der deutschen Damen-Basketball-Bundesliga 2022/2023

## 1. Bundesliga
- ALBA Berlin
- BC Pharmaserv Marburg (früher VfL 1860 Marburg, BC uniVersa Marburg)
- Medical Instinct Veilchen BG74 (früher BG 74 Göttingen, Trinos Göttingen, flippo Baskets BG 74)
- Eigner Angels Nördlingen (früher BG Donau-Ries, WWK Donau-Ries, HELI Donau-Ries, HELI Girls Nördlingen, Friendsfactory Baskets, TH Wohnbau Angels, XCYDE Angels)
- Eisvögel USC Freiburg
- GiroLive-Panthers Osnabrück (früher OSC Panthers, OKE Panthers)
- Herner TC
- Rutronik Stars Keltern (früher Grüner Stern Keltern)
- Saarlouis Royals (früher TV Saarlouis Royals, Inexio Royals Saarlouis)
- Syntainics MBC (früher SV Halle, GISA Lions SV Halle, GISA Lions MBC)
- TK Hannover Luchse
- WINGS Leverkusen (früher SV Union Opladen, BBZ Opladen, Orthomol WINGS Leverkusen)

## 2. Bundesliga Nord
- BBC Osnabrück
- Bender Baskets Grünberg
- BG 89 AVIDES Hurricanes (früher BG 89 Rotenburg/Scheeßel)
- ChemCats Chemnitz (früher BV TU Chemnitz 99, Chemnitzer Basketgirls)
- Eimsbütteler TV
- Eintracht Braunschweig LionPride (früher Eintracht Braunschweig Basketball)
- Metropol Ladies Herne/Recklinghausen (Kooperation zwischen Herner TC und Citybasket Recklinghausen)
- New Basket Oberhausen (früher evo New Basket Oberhausen)
- Talents BonnRhöndorf (früher BG Rentrop Bonn)
- TG Neuss Tigers
- TSVE Bielefeld
- VfL VIACTIV-AstroLadies Bochum (früher VfL AstroLadies Bochum)

## 2. Bundesliga Süd
- ASC Theresianum Mainz
- BasCats USC Heidelberg
- Dillingen Diamonds
- DJK Don Bosco Bamberg (früher DJK Brose Bamberg)
- Eisvögel USC Freiburg 2
- Falcons Bad Homburg (früher Elangeni Falcons Bad Homburger TG, Falcons Bad Homburger TG)
- KuSG Leimen
- MTV Stuttgart
- QOOL Sharks Würzburg (früher TG Würzburg, Take-Off Würzburg Blue Sharks, BVUK. Sharks Würzburg)
- Rhein-Main Baskets Kooperation aus TV Langen und TV Hofheim
- TSV 1880 Wasserburg
- TSV München-Ost

## Vereine, die in der Vergangenheit in einer der Bundesligen gespielt haben (Auswahl)
- Aschaffenburg Wildcats
- Fireballs Bad Aibling
- TV Bensberg (auch als Belkaw BasCats und RegioBerg BasCats)
- City Basket Berlin
- TusLi Berlin
- Wemex Berlin
- VfL Bochum BG (aufgegangen im VfL AstroStars Bochum)
- DJK Agon 08 Düsseldorf
- S+B Fellbach
- 1. SC Göttingen 05
- Phoenix Hagen Ladies
- BG Hamburg-West
- Heidelberger SC
- RheinStars Köln
- TSV Krofdorf-Gleiberg
- TV Langen (auch als TV Seitz Langen, jetzt Teil der Rhein-Main Baskets)
- Basketballverein Leipzig Eagles
- TuS 04 Leverkusen
- BSG Basket Ludwigsburg
- Young Dolphins Marburg (zweite Mannschaft des BC Marburg)
- München Basket (auch als Lotus München)
- OSB Engineering Baskets München
- TS Jahn München
- VfL Pinneberg
- TSV Quakenbrück Dragons
- SG Rheinland Lions (früher SG Bergische Löwen)
- TG 1889 Sandhausen
- TSV Towers Speyer-Schifferstadt (Kooperation zwischen TSV Speyer und LC Schifferstadt)
- Kia Metropol Baskets Schwabach
- MTSV Schwabing
- DJK/MJC Trier
- TSV Amicitia Viernheim
- SC Rist Wedel (auch als Rist Scala Ladybaskets)
- SG 1886 Weiterstadt
- Wolfpack Wolfenbüttel (aufgegangen in Eintracht Braunschweig Basketball)
- BV Wolfenbüttel Wildcats
- Barmer TV 1846 Wuppertal (auch als BTV Gold-Zack Wuppertal)
- DJK Würzburg
- Milestone Foxes Zehlendorf